# 鹤山农场
鹤山农场是一个位于中华人民共和国黑龙江省黑河市嫩江市的农场，亦是黑龙江省农垦九三管理局所属的一个农场。
鹤山农场始建于1949年，位于大兴安岭、小兴安岭余脉的结合部及松嫩平原北端的三角地带，嫩江之畔。总面积570平方公里，下辖12个基层农业单位和12个场直企事业单位，总人口2.1万人。

## 行政区划
鹤山农场下辖以下单位：
鹤山场直社区、鹤山农场第一管理区、鹤山农场第二管理区、鹤山农场第三管理区、鹤山农场第四管理区、鹤山农场第五管理区、鹤山农场第四畜牧养殖区、鹤山农场第二作业站、鹤山农场第三畜牧养殖区、鹤山农场第四作业站、鹤山农场第一畜牧养殖区、鹤山农场第二畜牧养殖区和鹤山农场第三作业站。